# 닉 스튜어트
닉 스튜어트(Nick Stewart, 1910년 3월 15일 ~ 2000년 12월 18일)는 미국의 배우, 텔레비전 배우, 성우이다.
뉴욕에서 태어났으며 로스앤젤레스에서 사망하였다.

## 영화
- 닥터 지바고 (2002년)
- 실버 스트릭 (1976년)
- 매드 매드 대소동 (1963년)
- 미스터 에드 (1961년)
- 세인트 루이스 블루스 (1958년)
- 카르멘 존스 (1954년)
- 이스트 사이드, 웨스트 사이드 (1949년) - 레드 캡 역
- 천국의 사도 조단 2 (1947년)
- 쓰리 리틀 걸스 인 블루 (1946년)
- 남부의 노래 (1946년)
- 좀비 온 브로드웨이 (1945년)
- 쉬 우든트 세이 예스 (1945년)
- 애보트와 코스텔로 (1945년)
- 다고타 (1945년)
- 폴로우 더 보이즈 (1944년)
- 헤븐리 바디 (1944년)
- 폭풍우의 날씨 (1943년)
- 히트 퍼레이드 오브 1943 (1943년)
- 하늘의 오두막 (1943년)
- 국제 범죄 (1938년)
- 고 웨스트 영 맨 (1936년)